# Cornelius Piong
Cornelius Piong (Bundu, Malásia, 1 de julho de 1949) é um clérigo malaio e bispo de Keningau.
Cornelius Piong recebeu o Sacramento da Ordem em 27 de março de 1977 e foi incardinado no clero da Diocese de Kota Kinabalu.
Em 17 de dezembro de 1992, o Papa João Paulo II o nomeou Bispo de Keningau. O Arcebispo de Kuching, Peter Chung Hoan Ting, o consagrou bispo em 6 de maio de 1993; Os co-consagradores foram o arcebispo de Kuala Lumpur, Anthony Soter Fernandez, e o bispo de Kota Kinabalu, John Lee Hiong Fun-Yit Yaw.